# Ді Джей Огастін
Дерріл Джерард «Ді Джей» Огастін (молодший) (англ. Darryl Gerard "D. J." Augustin Jr., нар. 10 листопада 1987, Новий Орлеан, США) — американський професіональний баскетболіст, розігруючий захисник, останньою командою якого була «Лос-Анджелес Лейкерс» з НБА.

## Ігрова кар'єра
На університетському рівні грав за команду Техас (2006—2008). 2008 року був включений до першої збірної NCAA.
Того ж року був обраний у першому раунді драфту НБА під загальним 9-м номером командою «Шарлотт Бобкетс». Захищав кольори команди із Шарлотта протягом наступних 4 сезонів.
З 2012 по 2013 рік грав у складі «Індіана Пейсерз».
У липні 2013 року перейшов до складу «Торонто Репторз», а 9 грудня був відрахований з команди.
Наступною командою в кар'єрі гравця була «Чикаго Буллз», контракт з якою підписав 13 грудня та за яку відіграв решту сезону. 30 березня 2014 року провів найрезультативніший матч на той момент у своїй кар'єрі, набравши 33 очки проти «Бостон Селтікс».
З 2014 по 2015 рік грав у складі «Детройт Пістонс». 25 січня 2015 року в своєму першому матчі як гравця стартового складу оновив особистий рекорд результативності, набравши 35 очок у грі проти «Торонто Репторз».
У лютому 2015 року перейшов до «Оклахома-Сіті Тандер», у складі якої провів наступний сезон своєї кар'єри.
Наступною командою в кар'єрі гравця була «Денвер Наггетс», куди він перейшов у лютому 2016 та за яку він відіграв решту сезону.
2016 року став гравцем «Орландо Меджик».
28 листопада 2020 року підписав трирічний контракт з «Мілвокі».
18 березня 2021 року разом з Ді Джей Вілсоном перейшов до «Г'юстон Рокетс» в обмін на Пі Джей Такера, Родіона Куруца та драфт-піки. 10 лютого 2022 року був відрахований з команди.
1 березня 2022 року підписав контракт з «Лос-Анджелес Лейкерс».

## Статистика виступів у НБА

### Регулярний сезон
| Сезон             | Команда                | GP  | GS  | MPG  | FG%  | 3P%  | FT%   | RPG | APG | SPG | BPG | PPG  |
| ----------------- | ---------------------- | --- | --- | ---- | ---- | ---- | ----- | --- | --- | --- | --- | ---- |
| 2008–09           | «Шарлотт Бобкетс»      | 72  | 12  | 26.5 | .430 | .439 | .893  | 1.8 | 3.5 | .6  | .0  | 11.8 |
| 2009–10           | «Шарлотт Бобкетс»      | 80  | 2   | 18.4 | .386 | .393 | .779  | 1.2 | 2.4 | .6  | .1  | 6.3  |
| 2010–11           | «Шарлотт Бобкетс»      | 82  | 82  | 33.6 | .416 | .333 | .906  | 2.7 | 6.1 | .7  | .0  | 14.4 |
| 2011–12           | «Шарлотт Бобкетс»      | 48  | 46  | 29.3 | .376 | .341 | .875  | 2.3 | 6.4 | .8  | .0  | 11.1 |
| 2012–13           | «Індіана Пейсерз»      | 76  | 5   | 16.1 | .350 | .353 | .838  | 1.2 | 2.2 | .4  | .0  | 4.7  |
| 2013–14           | «Торонто Репторз»      | 10  | 0   | 8.2  | .292 | .091 | 1.000 | .4  | 1.0 | .1  | .0  | 2.1  |
| 2013–14           | «Чикаго Буллз»         | 61  | 9   | 30.4 | .419 | .411 | .882  | 2.1 | 5.0 | .9  | .0  | 14.9 |
| 2014–15           | «Детройт Пістонс»      | 54  | 13  | 23.8 | .410 | .327 | .870  | 1.9 | 4.9 | .6  | .0  | 10.6 |
| 2014–15           | «Оклахома-Сіті Тандер» | 28  | 1   | 24.2 | .371 | .354 | .861  | 2.2 | 3.1 | .6  | .0  | 7.3  |
| 2015–16           | «Оклахома-Сіті Тандер» | 34  | 0   | 15.3 | .380 | .393 | .765  | 1.3 | 1.9 | .4  | .1  | 4.2  |
| 2015–16           | «Денвер Наггетс»       | 28  | 0   | 23.5 | .445 | .411 | .819  | 1.9 | 4.7 | .9  | .1  | 11.6 |
| 2016–17           | «Орландо Меджик»       | 78  | 20  | 19.7 | .377 | .347 | .814  | 1.5 | 2.7 | .4  | .0  | 7.9  |
| 2017–18           | «Орландо Меджик»       | 75  | 36  | 23.5 | .452 | .419 | .868  | 2.1 | 3.8 | .7  | .0  | 10.2 |
| 2018–19           | «Орландо Меджик»       | 81  | 81  | 28.0 | .470 | .421 | .866  | 2.5 | 5.3 | .6  | .0  | 11.7 |
| 2019–20           | «Орландо Меджик»       | 57  | 13  | 24.9 | .399 | .348 | .890  | 2.1 | 4.6 | .6  | .0  | 10.5 |
| 2020–21           | «Мілвокі Бакс»         | 37  | 6   | 19.3 | .370 | .380 | .900  | 1.4 | 3.0 | .5  | .0  | 6.1  |
| 2020–21           | «Г'юстон Рокетс»       | 20  | 6   | 20.8 | .424 | .385 | .900  | 2.2 | 3.9 | .4  | .0  | 10.6 |
| 2021–22           | «Г'юстон Рокетс»       | 34  | 2   | 15.0 | .404 | .406 | .868  | 1.2 | 2.2 | .3  | .0  | 5.4  |
| 2021–22           | «Лос-Анджелес Лейкерс» | 21  | 0   | 17.8 | .453 | .426 | 1.000 | 1.3 | 1.6 | .3  | .0  | 5.3  |
| Усього за кар'єру | Усього за кар'єру      | 976 | 334 | 23.4 | .412 | .381 | .867  | 1.8 | 3.9 | .6  | .0  | 9.5  |

### Плей-оф
| Сезон             | Команда           | GP | GS | MPG  | FG%  | 3P%  | FT%  | RPG | APG | SPG | BPG | PPG  |
| ----------------- | ----------------- | -- | -- | ---- | ---- | ---- | ---- | --- | --- | --- | --- | ---- |
| 2010              | «Шарлотт Бобкетс» | 4  | 0  | 18.3 | .294 | .333 | .833 | 1.0 | 1.8 | .3  | .3  | 4.3  |
| 2013              | «Індіана Пейсерз» | 19 | 1  | 16.6 | .380 | .396 | .806 | .8  | .7  | .4  | .0  | 5.2  |
| 2014              | «Чикаго Буллз»    | 5  | 0  | 28.2 | .292 | .269 | .895 | 1.6 | 4.8 | .6  | .0  | 13.2 |
| 2019              | «Орландо Меджик»  | 5  | 5  | 28.2 | .488 | .476 | .875 | 1.6 | 3.8 | .4  | .2  | 12.8 |
| 2020              | «Орландо Меджик»  | 5  | 0  | 25.6 | .391 | .471 | .957 | 2.0 | 6.0 | .2  | .0  | 13.2 |
| Усього за кар'єру | Усього за кар'єру | 38 | 6  | 21.0 | .368 | .390 | .874 | 1.2 | 2.4 | .4  | .1  | 8.2  |